# Charles II (roi d'Espagne)
Pour les articles homonymes, voir Charles II.
Charles II (Carlos II von Habsburg ou Carlos II, Rey de España en espagnol), dit l'Ensorcelé, né le 6 novembre 1661 à Madrid et mort le 1er novembre 1700 dans la même ville, fils de Philippe IV et de Marianne d'Autriche, a été roi d’Espagne, des Indes, de Naples, de Sardaigne et de Sicile, duc de Bourgogne et de Milan et souverain des Pays-Bas, entre 1665 et 1700, après la mort de son père.
Proclamé roi en 1665, à l'âge de quatre ans, placé sous la tutelle de sa mère, il est sans cesse gouverné : par celle-ci, puis par Juan José d'Autriche (son demi frère, fils bâtard de Philippe IV), par sa femme, Marie-Louise d'Orléans, et par ses ministres. La faiblesse de son pouvoir fut la cause de la décadence de la maison de Habsbourg en Espagne. Les guerres soutenues contre la France se soldèrent par des déroutes successives : perte de la Franche-Comté à la suite de la paix de Nimègue en 1678, perte du Luxembourg avec la trêve de Ratisbonne de 1684, invasion française de la Catalogne en 1691.
Charles II reçoit le surnom d'« Ensorcelé » (Hechizado) car on attribuait son état physique à des influences néfastes et même diaboliques. Les mariages consanguins successifs contractés par ses ascendants royaux en sont certainement l'origine. Il reste toute sa vie une personne chétive, malade et faible, mais également stérile. Son incapacité à avoir un héritier constitue la cause de graves conflits de succession dans les années qui précèdent et suivent sa mort, qui met un terme définitif au règne de la maison de Habsbourg, remplacée par les Bourbons, sur les couronnes d'Espagne.

## Jeunesse
Charles naît le 6 novembre 1661 au palais de l'Alcázar de Madrid. Il n'est pas le premier enfant de son père, Philippe IV, qui a déjà eu plusieurs filles, ni le premier fils vivant, puisque Juan José d'Autriche est son aîné, ni encore le premier fils légitime. Il est le troisième fils légitime, son frère Baltasar Carlos étant mort depuis 1646, tandis que son autre frère Philippe-Prosper, est mort quelques jours avant sa naissance, le 1er novembre 1661, à l'âge de 3 ans. Il est donc un héritier attendu par le roi d'Espagne avec sa seconde épouse légitime, Marie-Anne d'Autriche.

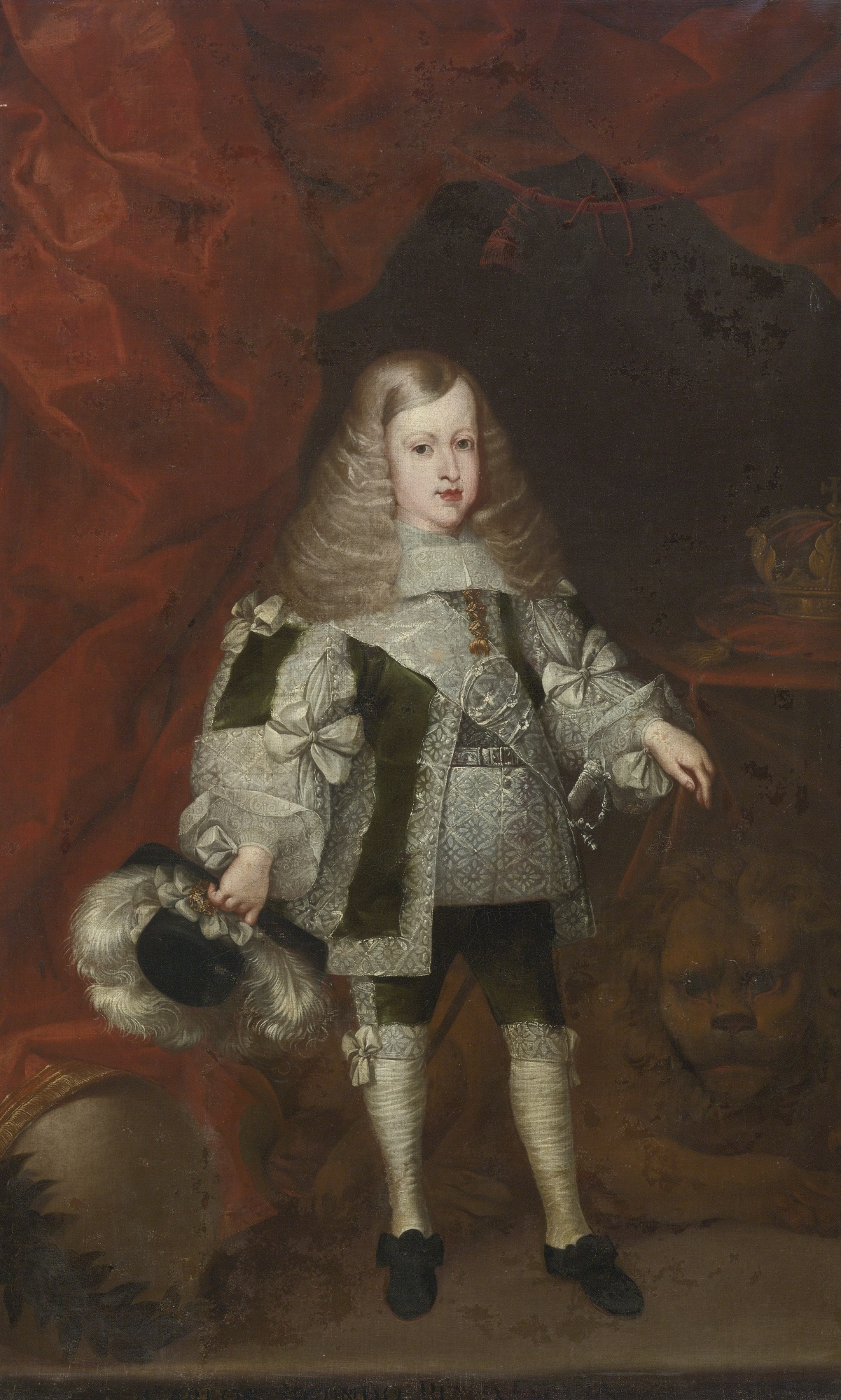
Charles II, enfant, par Sebastián Herrera Barnuevo.

## Règne

### La régence de Marie-Anne d'Autriche (1665-1677)

#### Le testament dePhilippeIV
Le prince Charles a seulement quatre ans lorsque son père meurt en 1665. Celui-ci établit dans son testament sa femme, Marie-Anne d'Autriche, comme régente. Elle est assistée d'un conseil de régence formé de six membres :
- le président du conseil de Castille, García Haro Sotomayor y Guzmán, comte de Castrillo ;
- le vice-chancelier du conseil d'Aragon, Cristóbal Crespí de Valldaura ;
- un représentant du conseil d'État, Gaspar de Bracamonte y Guzmán, comte de Peñaranda ;
- un Grand d'Espagne, Guillén Ramón de Moncada, marquis d’Aytona ;
- l'Inquisiteur général, le cardinal Pascual d'Aragon ;
- l'archevêque de Tolède, le cardinal Baltasar Moscoso y Sandoval.

À l'ouverture du testament de Philippe IV, un membre du conseil de régence est déjà mort : le cardinal Baltasar Moscoso y Sandoval s'est éteint quelques heures seulement avant le roi. La reine confie au cardinal Pascual d'Aragon le poste laissé vacant, tandis que le poste d'Inquisiteur général est confié à un proche de la reine, le cardinal Johann Eberhard Nithard.

#### Les difficultés extérieures
Hors d'Espagne, les cours européennes ne font que peu de cas du jeune Charles II, dont l'état maladif augure d'une succession rapide et ouverte. L'Espagne est alors en butte aux appétits des rois européens, en particulier le roi de France, Louis XIV. De plus, l'Espagne est alors déjà engagée dans la guerre d'indépendance portugaise, et y consacre une grande partie de son potentiel militaire. La France se rapproche de Jean IV, roi portugais de la maison de Bragance, et signe le 31 mars 1667 une alliance offensive.

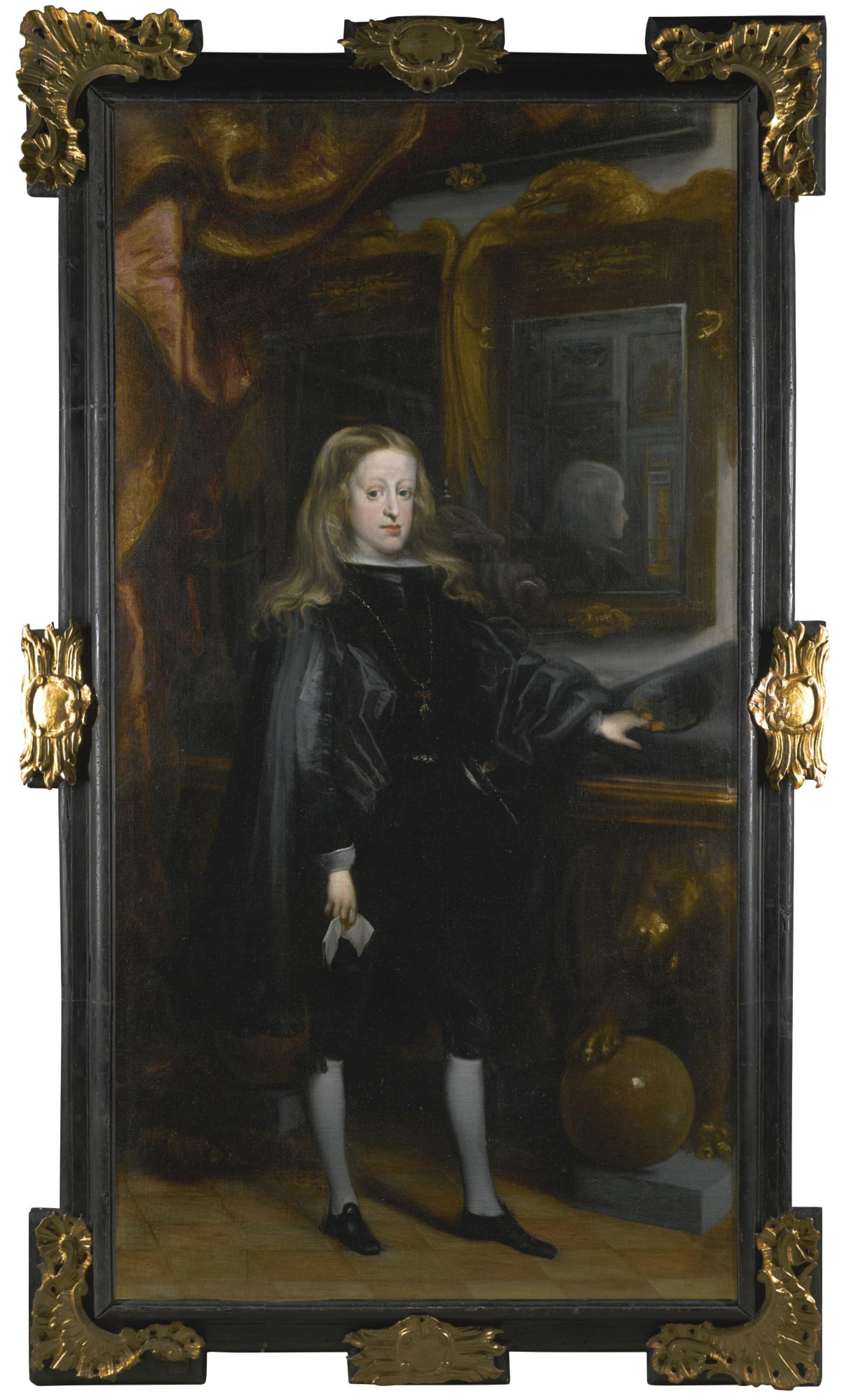
Charles II enfant par Juan Carreño de Miranda.

Ayant épousé l'infante Marie-Thérèse, fille aînée de Philippe IV, en 1660, Louis XIV émet des prétentions en son nom sur plusieurs provinces espagnoles, sous le nom de Traité des droits de la Reine Très-Chrétienne, qui s'appuie essentiellement sur le droit de dévolution, une vieille coutume du Brabant, d'après laquelle les enfants d'un premier mariage — en l'occurrence, Marie-Thérèse — sont les seuls héritiers de leurs parents au détriment des enfants nés d'un second mariage — en l'occurrence, Charles II. Il y réclame la cession du duché de Brabant, de la seigneurie de Malines, d'Anvers, de la Gueldre supérieure, de Namur, du Limbourg, avec les places du Hainaut, de l'Artois, de Cambrai, du duché de Luxembourg, d'une partie de la Flandre et enfin toute la Franche-Comté.
En 1667 éclate la guerre de Dévolution entre la France et l'Espagne, soutenue par les Provinces-Unies et l'Angleterre. Afin de ne pas avoir à se battre sur deux fronts, la monarchie espagnole se décide à reconnaître l'indépendance du Portugal par le traité de Lisbonne, signé le 12 février 1668. Cela n'empêche pas Louis XIV de remporter de brillantes victoires dans les Pays-Bas espagnols, où il occupe les places de Lille et Douai en particulier, et en Franche-Comté, qui est conquise en deux semaines. Les négociations entre les deux monarchies s'ouvrent à Aix-la-Chapelle, le comte de Bergeyck représentant l'Espagne. Le traité d'Aix-la-Chapelle, signé le 2 mai 1668, reconnaît la perte de Furnes, Bergues, Courtrai, Oudenarde, Menin, Armentières, Lille, Douai, Tournai, Ath, Binche et Charleroi au profit de la France, qui rend cependant la Franche-Comté.

#### Le gouvernement du cardinal Nithard (1665-1669)
La mort de Philippe IV place la reine Marie-Anne d'Autriche au cœur du pouvoir. Elle s'appuie d'abord sur son confesseur, le jésuite Johann Eberhard Nithard, qui l'a suivie en 1649 lorsqu'elle a quitté la cour de Vienne pour Madrid. Il exerce une grande influence sur elle dans le domaine spirituel, mais aussi dans le domaine politique. Son influence grandissante à la cour d'Espagne lui permet de se comporter comme un véritable valido.
Ses opposants se rencontrent d'abord dans les cercles religieux, dans la mesure où il doit sa place dans le conseil de régence au poste d'Inquisiteur général, poste envié et recherché. Les dominicains, ordre religieux en concurrence avec les jésuites, souffrent que le poste d'Inquisiteur général, ordinairement dévolu à l'un des leurs, soit abandonné à un jésuite. L'accession du jésuite à cette dignité n'est obtenue qu'avec difficulté par la reine, qui doit pousser Pascual d'Aragon à accepter l'archevêché de Tolède, puis obtenir la naturalisation du cardinal Nithard qui, étant étranger, ne peut espérer devenir Inquisiteur général, gagner le vote des villes de Castille, et enfin obtenir l'approbation du pape Alexandre VII, dans la mesure où, en tant que jésuite, Nithard ne peut pas obtenir une charge politique sans le consentement pontifical qu'il reçoit par bulle le 15 octobre 1666.

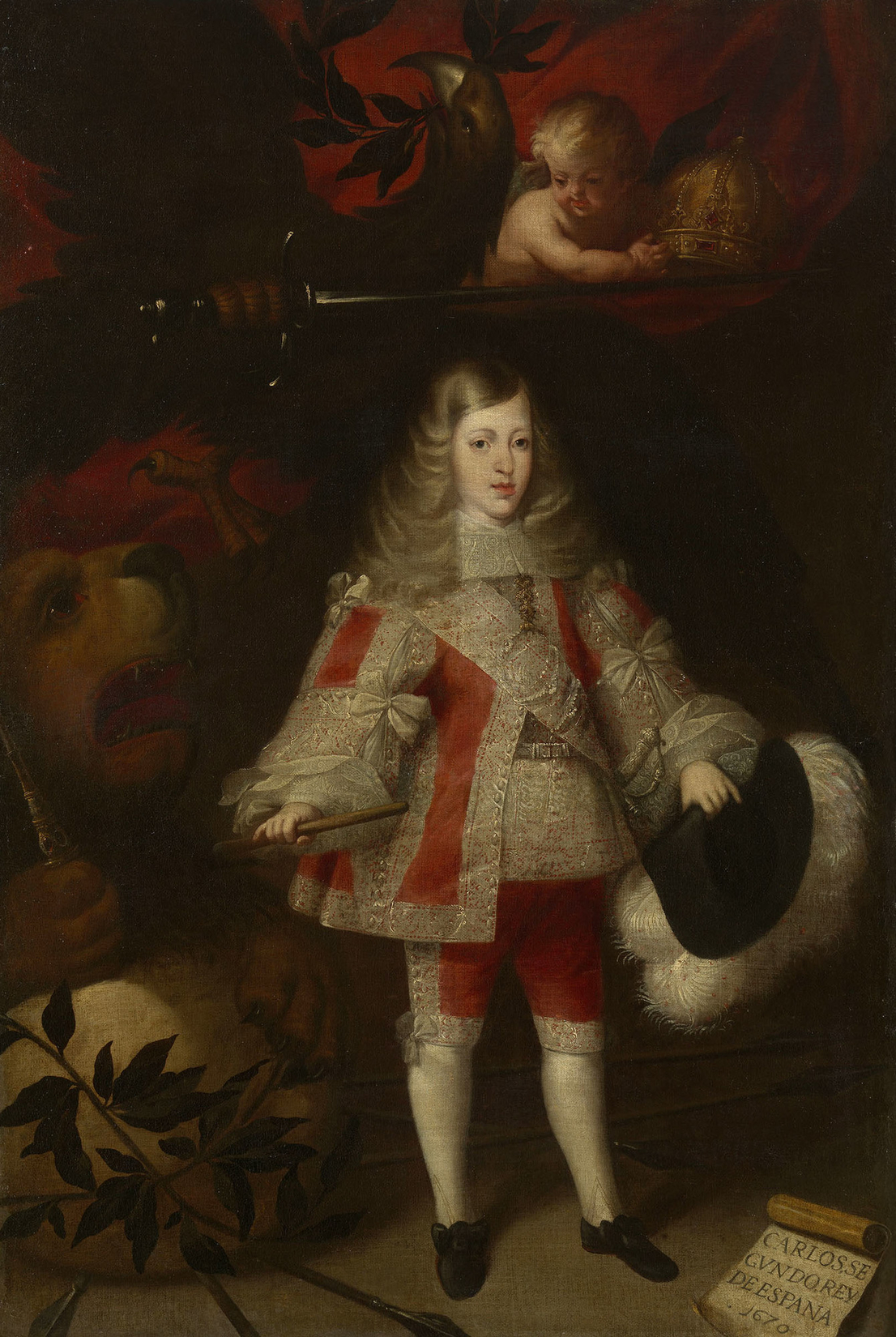
Portrait de Charles II.

L'action de Nithard se révèle assez maladroite, ses décisions au conseil d'État étant d'inspiration plus théologique que politique, comme l'interdiction des représentations théâtrales en Espagne. Il crée l'éphémère Guardia Chamberga, garde chargée de la protection du roi entre 1669 et 1676. Il développe un réseau de fidèles, nommant ses amis dans les conseils de gouvernement espagnols. Mais confronté aux difficultés financières grandissantes de la monarchie espagnole, il se montre incapable de mettre en œuvre une politique ambitieuse de réformes des impôts : ses projets de contribution unique sont abandonnés.
Dans les milieux proches du pouvoir, les oppositions au cardinal Nithard ne manquent pas. La noblesse espagnole s'oppose à la promotion d'un homme qu'elle considère comme un parvenu. La conjoncture politique de l'époque, où la position de ministre-favori est sujette à de nombreuses critiques, sa faible extraction, son ambition affichée et ses liens privilégiés avec la reine lui valent des critiques nombreuses. Son principal opposant est Juan José d'Autriche : âgé de 36 ans, fils bâtard de Philippe IV d'Espagne reconnu par son père, il a participé aux guerres en Italie, en Catalogne, dans les Flandres et au Portugal ; il espère obtenir une reconnaissance de la reine, mais celle-ci intrigue pour le faire envoyer en exil. En réaction, il rejoint l’opposition au gouvernement de la régente qui fait assassiner l’un de ses serviteurs. Juan José d'Autriche prend alors la tête d'un soulèvement en Aragon et en Catalogne en 1669 et obtient le renvoi de Nithard en 1669, mais doit toutefois se contenter de la vice-royauté d’Aragon.

#### Le gouvernement de Fernando de Valenzuela (1669-1677)

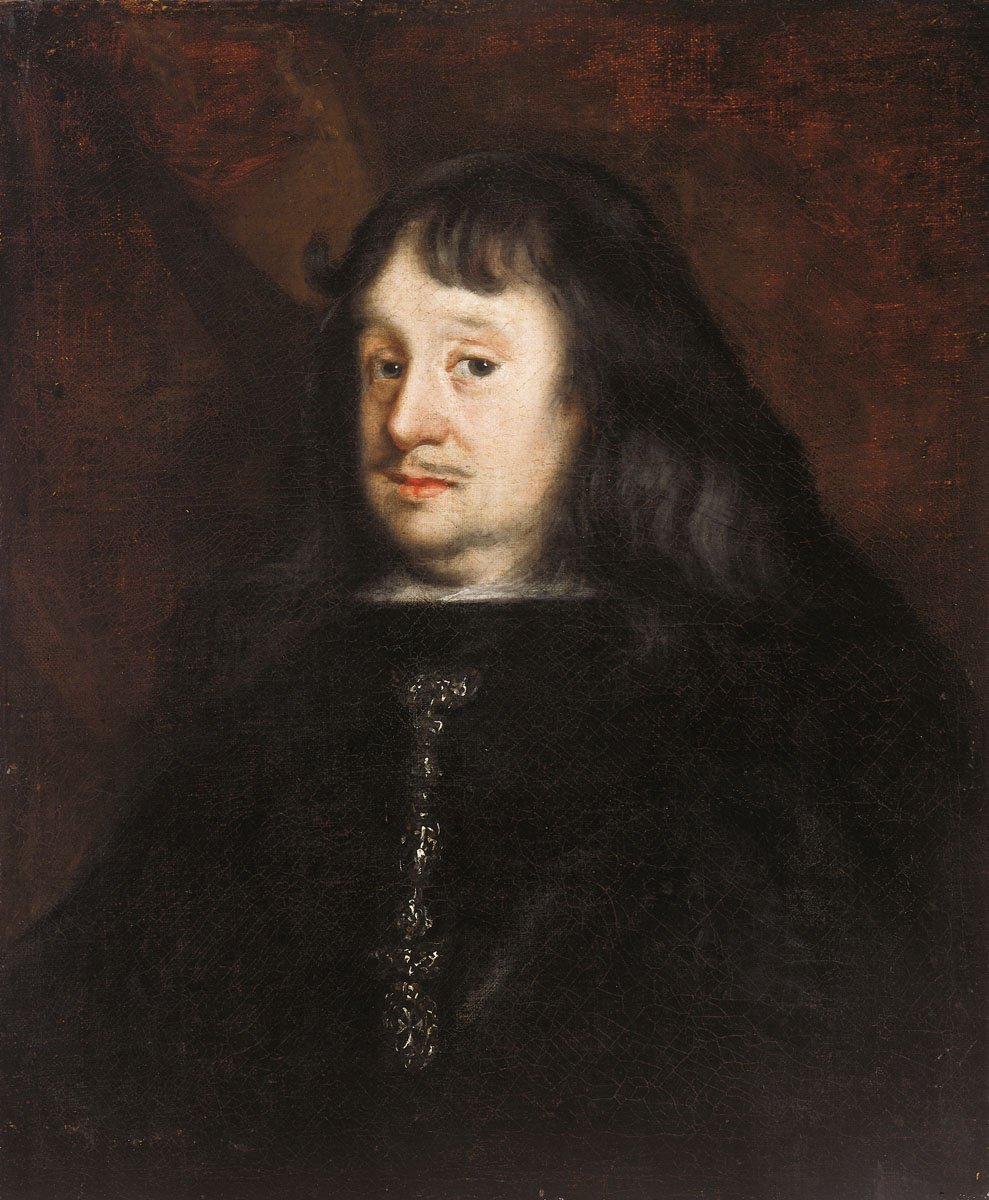
Portrait de don Juan José d'Autriche, par Juan Carreño de Miranda, 1678. Musées d'État de Berlin.

La reine est alors assez isolée. Elle a peu de fidèles, les principaux étant l'amiral de Castille (es) et le comte d'Oropesa (es). Elle choisit comme nouveau favori Fernando de Valenzuela, issu de la petite noblesse. Le nouveau valido veut mettre en œuvre un plan de modernisation, en commençant par l'amélioration de la production agricole, qui passe par l'augmentation des rendements agricoles, la baisse des taxes sur les produits de première nécessité et le renforcement du réseau routier.
Sur le plan des relations extérieures, Valenzuela pousse Charles II à prendre sa revanche sur Louis XIV : le 30 août 1673, l'Espagne, aux côtés des Provinces-Unies, de l'Autriche et de la Lorraine, forme la Grande alliance de La Haye contre la France. Les opérations militaires de la guerre de Hollande tournent au désastre : en 1674, Louis XIV envahit la Franche-Comté, occupe Besançon et Dole. L'Italie se soulève et Messine se révolte en 1675 avec le soutien des Français. L'année suivante, la flotte espagnole est systématiquement battue lors des batailles d'Alicudi, d'Agosta et de Palerme, laissant le contrôle de la Méditerranée occidentale aux Français.
Pour augmenter le nombre de ses fidèles, Valenzuela multiplie les offices vénaux et augmente les dépenses liées au fonctionnement de la cour, afin de donner l'image du faste de la monarchie. Parallèlement, Valenzuela cherche à se rapprocher des amis de Juan José d'Autriche, afin de l'isoler. Il se rallie le prince d'Astillano (es), le duc d'Alburquerque, les marquis de Castromonte, Villalobos et Falces, le comte de Galve (frère du duc de Pastrana (es) et fidèle de Juan José d'Autriche), le duc de Medinaceli, le comte de Montijo, Melchor Portocarrero Lasso de la Vega, le comte de la Monclova et le comte de Baños.

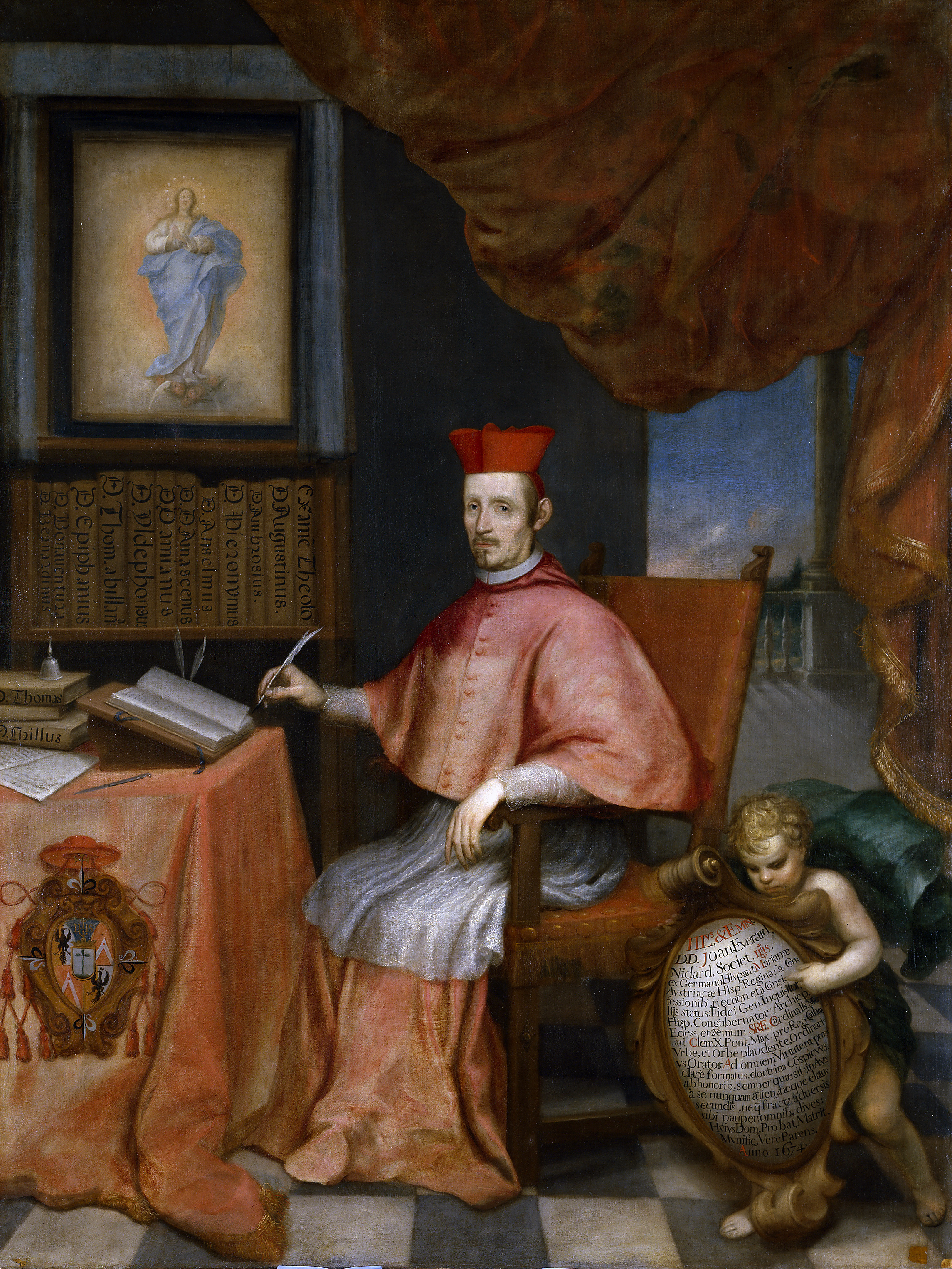
Portrait du cardinal Johann Eberhard Nithard, par Alonso del Arco, vers 1674. Huile sur bois, musée du Prado, Madrid.

Mais dès 1675, Juan José d'Autriche forme à nouveau autour de lui un groupe de partisans, composé de tous ceux que le valido de la reine a écartés : le duc d'Albe (es), le comte de Monterrey, le cardinal Luis Fernández de Portocarrero et son oncle, le cardinal Pascual de Aragón. À ce groupe s'adjoignent d'autres déçus du ministre, dont le comte de Medellín, le comte d'Ayala, et le marquis de Castel Rodrigo. Alors que la date de majorité de Charles II approche, la reine cherche à éloigner Juan José d'Autriche et l'envoie en Italie, avec le titre de vice-roi, afin de réprimer la révolte qui se développe à Messine depuis un an, mais le frère bâtard du roi retarde son départ. Le 6 novembre 1675, jour de sa majorité, le roi confirme le départ de Juan José d'Autriche pour l'Italie, tandis que la reine continue à diriger un conseil de gouvernement pour au moins deux ans. Valenzuela, cependant, doit s'éloigner quelques mois à Grenade, où il devient capitaine général de la ville.
En avril 1676, il rentre à la Cour, où il retrouve titres, honneurs et postes : intendant général aux finances, grand écuyer et Premier ministre. Le 2 décembre 1676, il ajoute à son récent titre de marquis celui de Grand d'Espagne. Cette ascension trop rapide le fait détester : le 15 décembre, un manifeste signé par vingt-quatre nobles et Grands circule dans Madrid, demandant l'emprisonnement immédiat de Valenzuela et appelant Juan José d'Autriche à prendre place aux côtés du roi. À Saragosse, Juan José d'Autriche prend la tête de troupes qui défendent la frontière contre la France et se dirige vers la capitale. Il entre dans Madrid le 23 janvier 1677 et obtient la soumission de la reine, tandis que le valido se réfugie au monastère de l'Escurial.

### Le règne personnel deCharlesII(1677-1700)

#### La succession des favoris

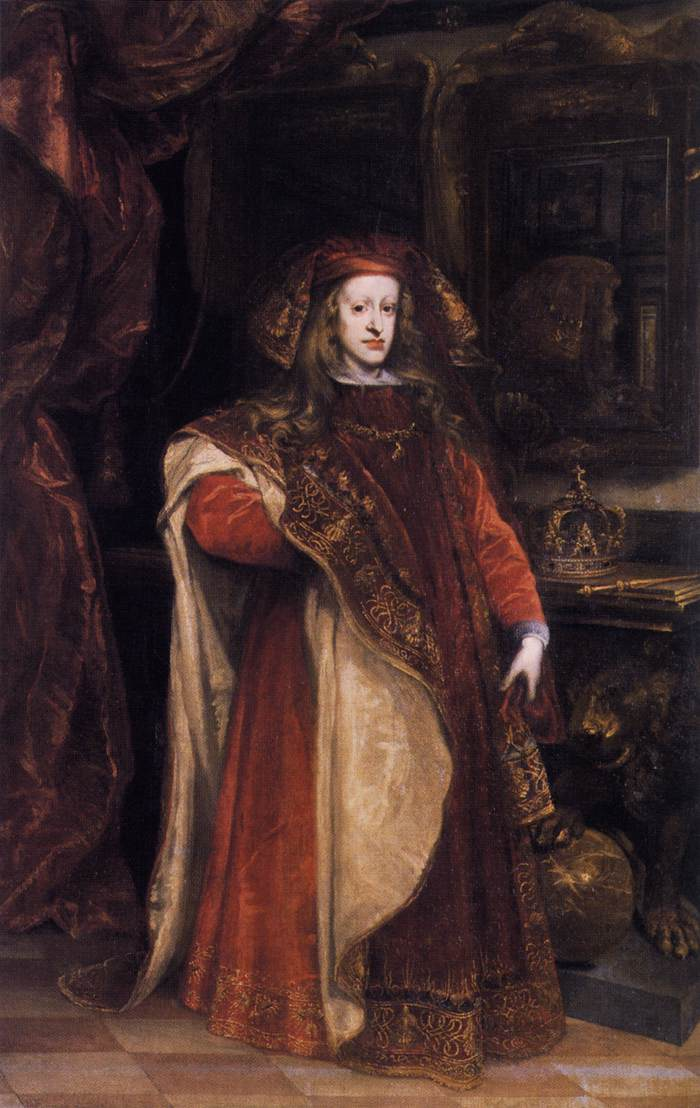
Portrait du jeune Charles II en grand-maître de l'ordre de la Toison d'or, par Juan Carreño de Miranda, 1677.

Juan José d'Autriche parvient à se faire choisir Premier ministre, tandis que la reine Marie-Anne abandonne la cour pour se fixer à l'Alcazar de Tolède. Le nouveau valido tire Valenzuela du monastère de l'Escurial, le fait juger pour prévarication, vente d'offices publics et vol de cent millions de réaux ; ce dernier est exilé aux Philippines.
Mais Juan José d'Autriche ne peut tenir les espoirs mis en lui. Dès 1677, les mauvaises récoltes, la disette et les poussées de peste lui font perdre l'appui du peuple. Il exerce une surveillance implacable sur la population de Madrid, ce qui lui permet d'éviter toute révolte. En septembre 1679, Juan José d'Autriche meurt à Madrid.

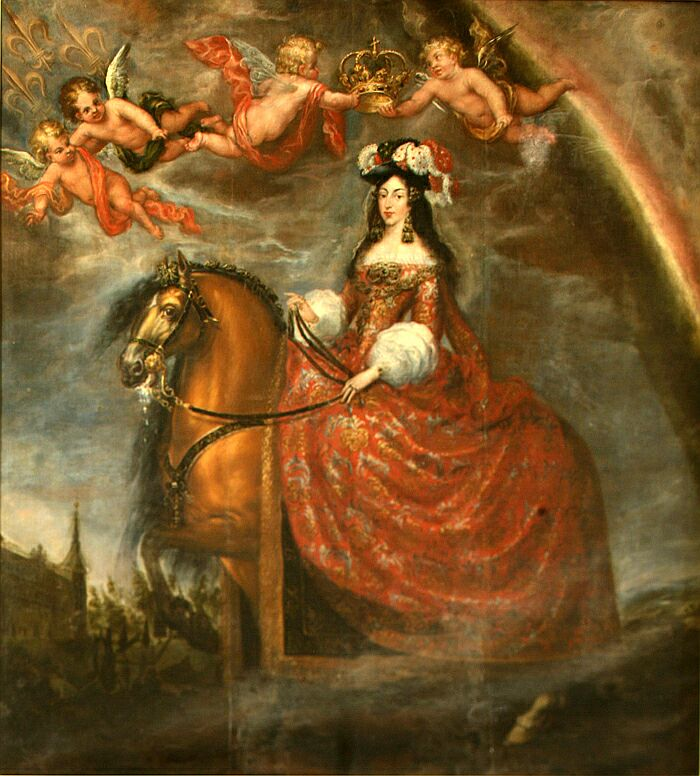
Portrait équestre de Marie-Louise d'Orléans, par Francisco Ricci, 1679, mairie de Tolède.

En 1679, le roi, âgé de 18 ans, épouse Marie-Louise d'Orléans, nièce de Louis XIV. Le mariage ne donne pas d'enfant, malgré les pèlerinages nombreux de la reine. Elle meurt finalement en 1689, laissant le roi dans un état dépressif. Il se remarie six mois plus tard avec Marie-Anne de Neubourg, fille de l'électeur palatin du Rhin Philippe Guillaume de Neubourg, et sœur d'Éléonore de Neubourg, épouse de l'empereur Léopold Ier. Elle est choisie à cause de la fertilité des femmes de sa famille (sa mère avait donné le jour à dix-sept enfants). Les relations avec sa nouvelle épouse se révèlent particulièrement orageuses. La plupart des courtisans espagnols haïssent Marie-Anne, en partie parce qu'elle use de tout son pouvoir pour obtenir de l'argent pour sa famille palatine et pour elle-même, allant jusqu'à voler des tableaux des collections royales. Le couple reste, par ailleurs, stérile.

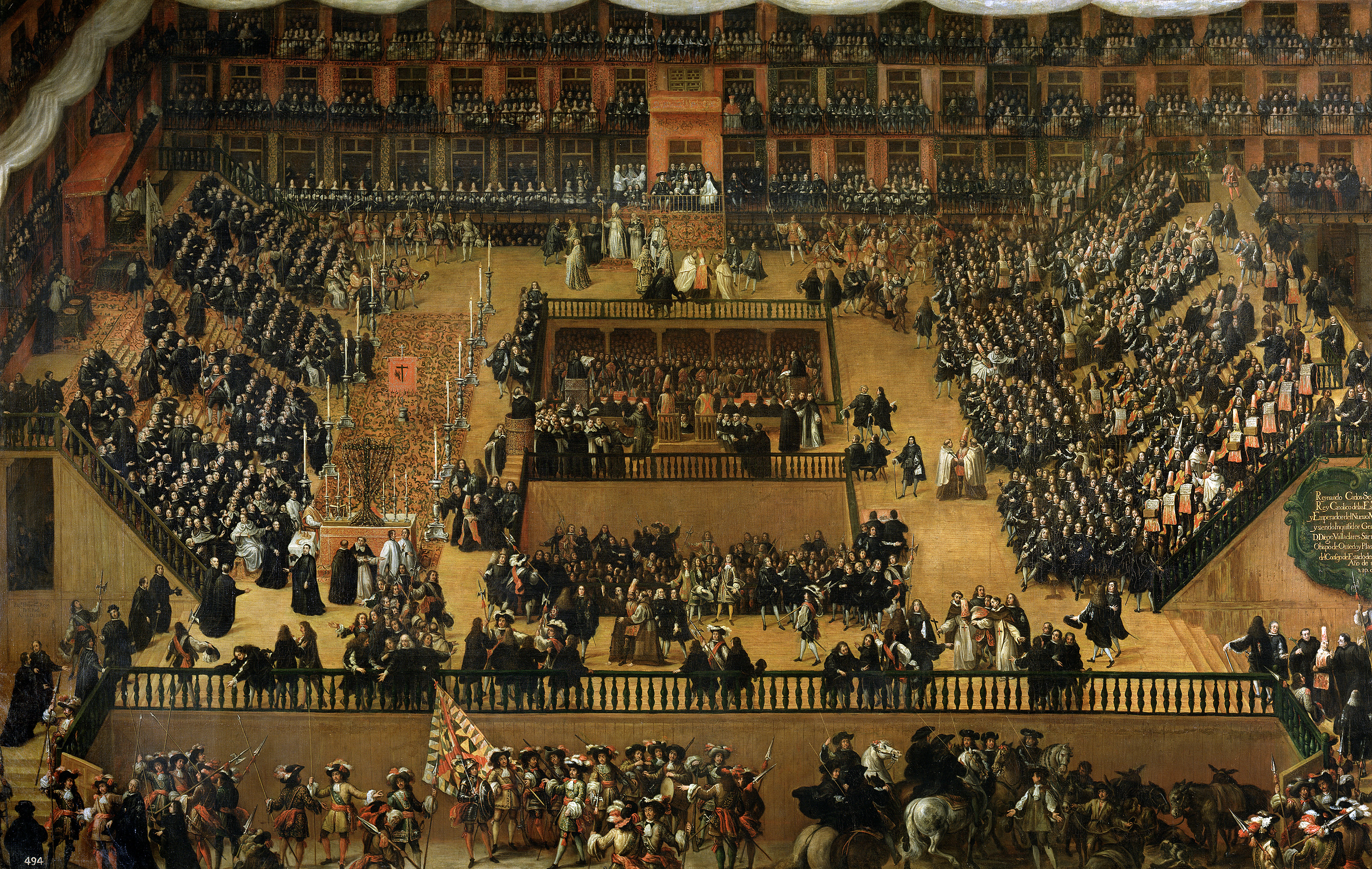
Autodafé sur la Plaza Mayor de Madrid, par Francisco Rizi, 1683.

À partir de 1680, Charles II, incapable de gouverner seul, fait appel au duc de Medinaceli. La crise financière, la déflation qui mine l'économie espagnole acculent la monarchie à la banqueroute et le favori du roi à la démission.
Charles II fait alors appel au comte d’Oropesa (es), qui le conseille de 1685 à 1691 et de 1695 à 1699. Il concentre ses efforts sur le rétablissement des finances, qui souffrent de la crise économique de la Castille et du tarissement de l'or américain. La nouvelle surintendance générale aux finances royales est confiée au marquis de Vélez (es) : malgré l'échec du surintendant à redresser la situation, cela marque une première étape vers les réformes de Philippe V. D'un autre côté, Charles II est fortement marqué par les superstitions religieuses. En 1683, il préside sur la plaza Mayor de Madrid le plus grand autodafé organisé par l'Inquisition espagnole : cent-vingt personnes y participent, dont vingt-et-une qui périssent dans les flammes.
Les mauvaises récoltes de l'année 1698 provoquent une forte révolte frumentaire à Madrid le 28 avril, en pleine soudure : la révolte des Chats (Motín de los Gatos). Les émeutiers se calment au moment où Charles II accepte de paraître à la foule depuis son palais. Les principales victimes de cette émeute sont le valido (favori) du roi, le comte d'Oropesa, et le corrégidor de Madrid, Francisco de Vargas, membres du parti autrichien, favorable au candidat Habsbourg pour la succession. Ils sont alors remplacés par le cardinal Fernández de Portocarrero, nouveau Premier ministre, et le corrégidor Francisco Ronquillo, membres du parti Bourbon.

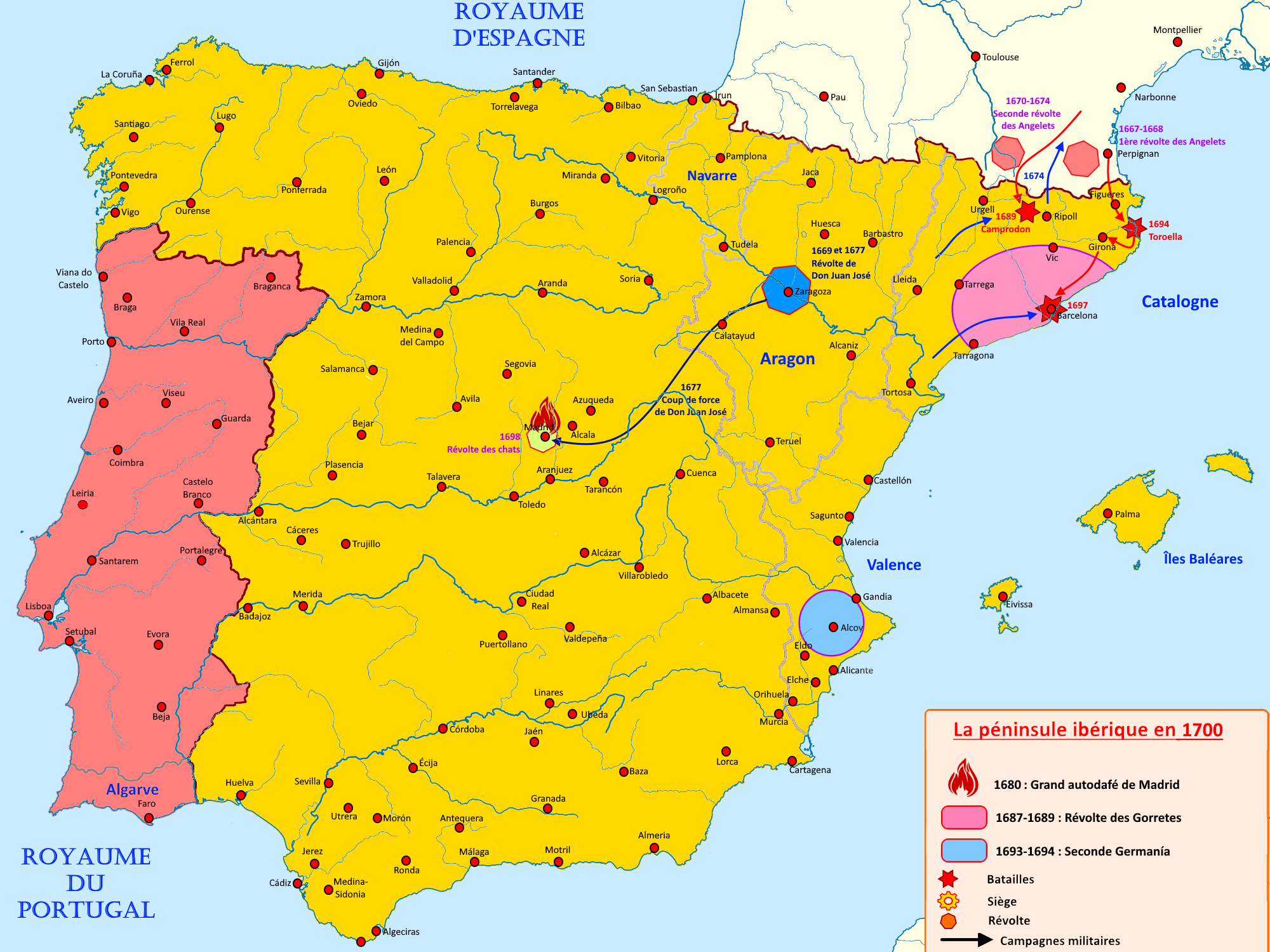
L'Espagne sous Charles II.

#### Les échecs de la politique extérieure

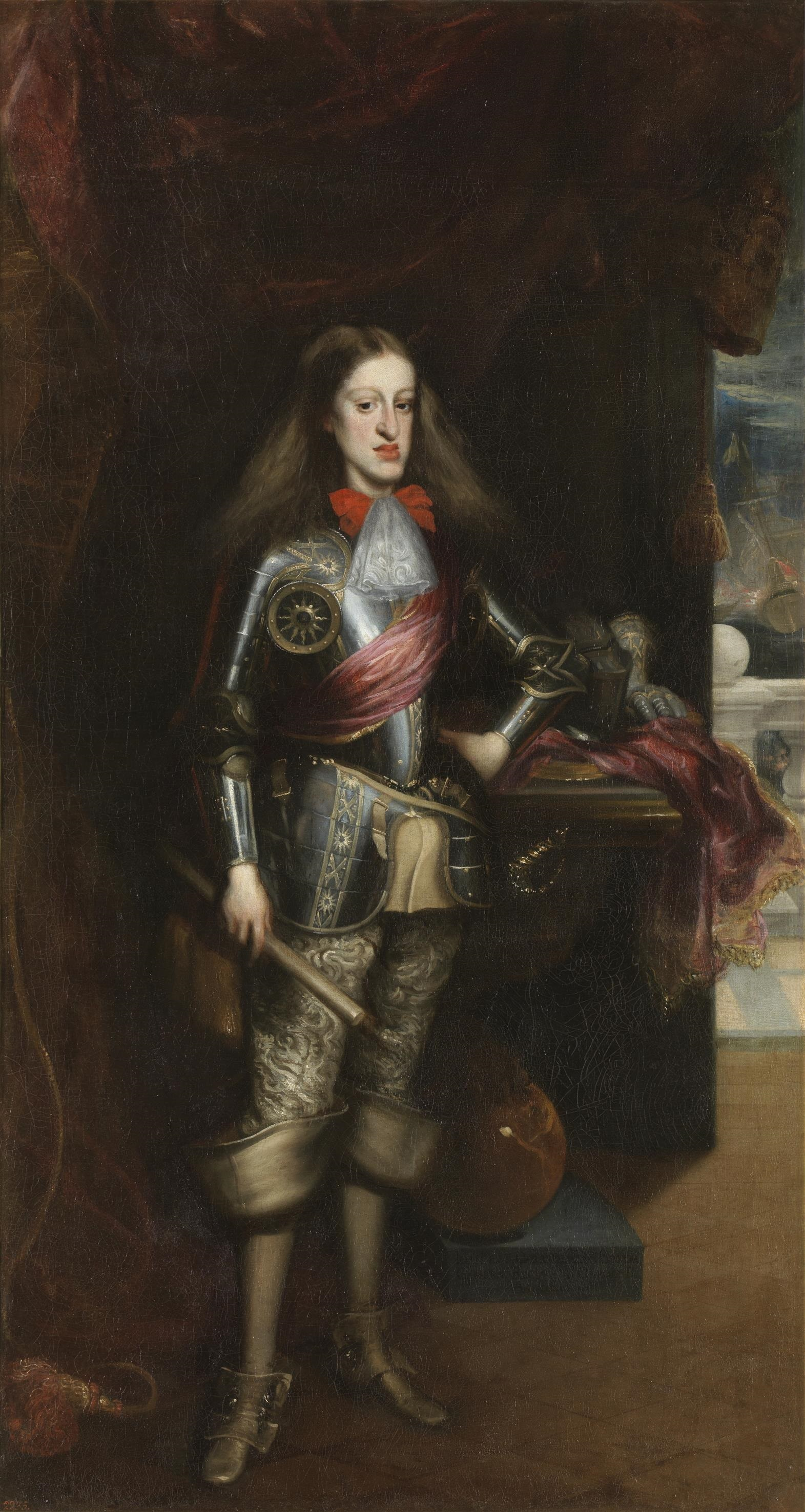
Charles II en armure, par Juan Carreño de Miranda, 1681.

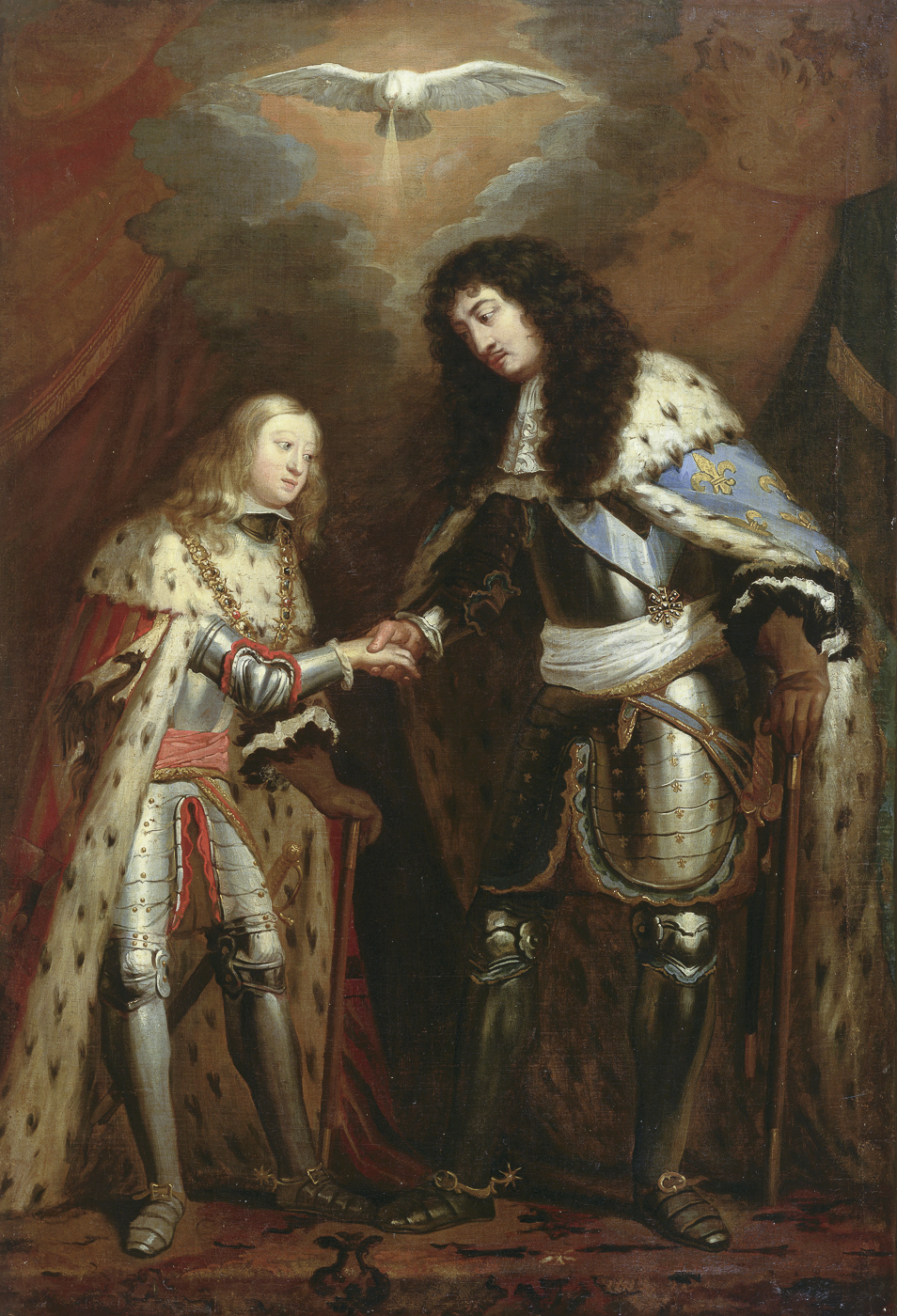
Allégorie du traité de Nimègue : Louis XIV et Charles II scellent leur alliance sous la bénédiction du Saint-Esprit. École flamande, XVIIe siècle.

Sur le plan extérieur, la guerre contre la France tourne à la déroute. En 1677, les Espagnols reculent aux Pays-Bas, perdant les places de Valenciennes, Cambrai, Saint-Omer, Cassel, Bailleul et Ypres : l'Artois et une partie du comté de Flandre sont aux mains des Français. Le 17 septembre 1678, l'Espagne accepte la paix de Nimègue, cédant une partie des Pays-Bas et la Franche-Comté.
Mais dès 1680, Louis XIV se lance dans une politique de Réunions, afin d'arrondir ses territoires, profitant de la faiblesse espagnole. Il annexe deux villes espagnoles, Courtrai en 1683 et Luxembourg en 1684. La même année, il contraint l'Espagne à l'humiliante trêve de Ratisbonne. À partir de 1686, l'Espagne se joint, avec l'empereur, les princes du sud de l'Allemagne et la Suède à la ligue d'Augsbourg, union défensive contre les ambitions françaises.
En avril 1689, l'Espagne se joint à ces alliés et déclare la guerre à la France. Les Pays-Bas espagnols deviennent une zone clé de la guerre : les forces espagnoles sont défaites à Fleurus en 1690, tandis que les villes de Mons et Hal tombent en 1691, Namur en 1692, Huy et Charleroi en 1693. La défense des Pays-Bas repose alors presque entièrement sur les Néerlandais : en 1690, Guillaume III fait même remplacer le gouverneur espagnol, le marquis de Gastañaga, par l'électeur de Bavière.
Dans la péninsule Ibérique, les combats se concentrent en Catalogne. En 1689, le duc de Noailles et les troupes françaises apportent leur soutien à une révolte contre Charles II commencée en 1687. Exploitant la situation, il capture Camprodon le 22 mai, avant d'être repoussé par le duc de Villahermosa. En 1693, le duc de Noailles revient en Catalogne et s'empare de Rosas. L'année suivante, le duc de Noailles écrase les troupes espagnoles du duc d'Escalona à la bataille de la rivière Ter, ce qui lui permet de mettre la main sur Palamós et Gérone. Barcelone menacée, les Alliés sont obligés de mener des opérations lointaines en Méditerranée afin d'aider Charles II. Le roi nomme le marquis de Gastañaga gouverneur-général de Catalogne, tandis que les Alliés envoient de nouveaux renforts sous le commandement du prince Georges de Hesse-Darmstadt, un cousin de la reine d'Espagne.
À partir de 1695, la situation se renverse en faveur des Alliés. Namur et Huy sont reconquises par les forces néerlandaises et impériales : en Catalogne, en Rhénanie et dans les Pays-Bas, les troupes de Louis XIV ne tiennent leurs positions qu'avec difficulté. Dès 1697, les adversaires acceptent de se rencontrer à Ryswick en vue de mettre fin au conflit. Mais les combats continuent en Catalogne : les forces françaises menées par le duc de Vendôme s'emparent de Barcelone, après la capitulation de la garnison du prince Georges de Hesse-Darmstadt.
Pour obtenir les faveurs de Madrid sur la question de la succession d'Espagne, Louis XIV rend la plupart de ses conquêtes à l'Espagne. Selon les termes du traité de Ryswick, Charles II récupère la Catalogne, mais aussi les principales villes des Pays-Bas (Luxembourg, Mons, Courtrai, Charleroi et Ath). L'Espagne doit cependant reconnaître l'autorité de la France sur la partie occidentale de l'île de Saint-Domingue.

## Fin de règne et succession

### La succession d'Espagne
Charles II n'ayant pas de descendance, sa succession constitue le problème de la diplomatie européenne depuis son accession au trône : la généalogie désigne en effet comme héritier le Dauphin, fils de sa défunte sœur aînée Marie-Thérèse, épouse du roi de France Louis XIV. Plusieurs pays étrangers dont la France et l'Autriche commencent leurs manœuvres pour placer un prince de leur lignée :

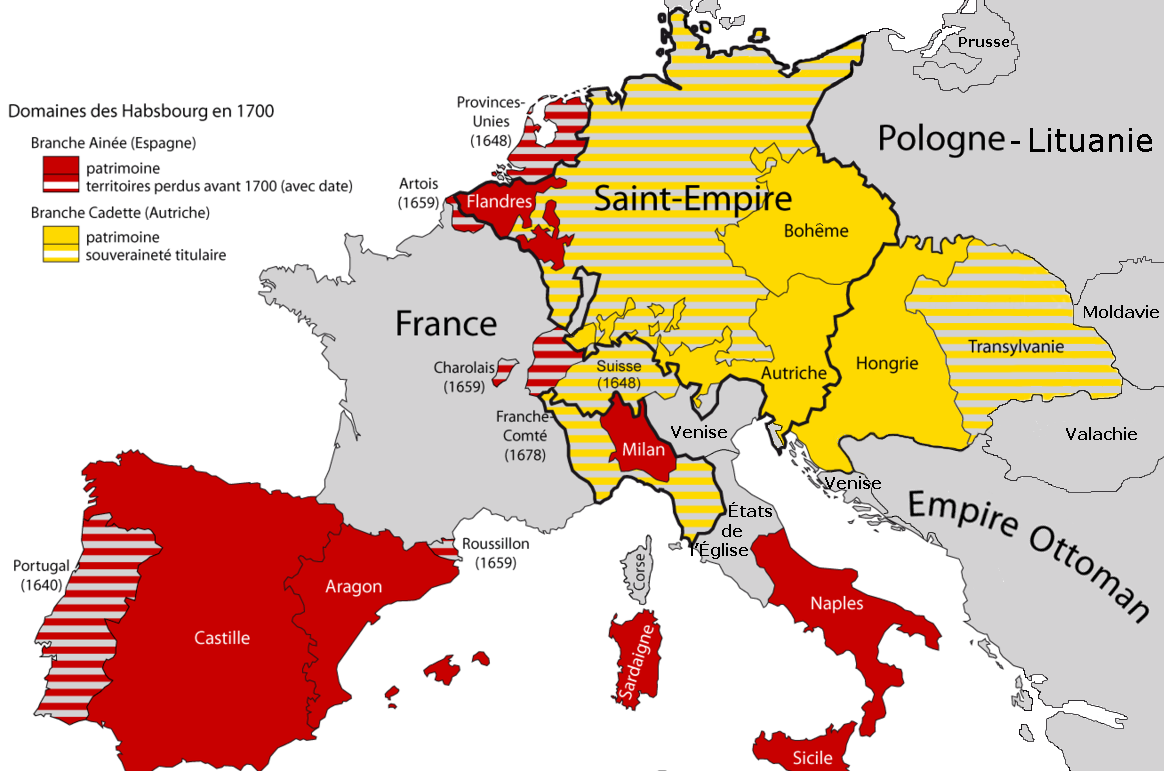
Les domaines de l'Espagne en Europe (en rouge), quoique diminués, restaient assez considérables pour que leur acquisition par l'une des grandes puissances pût changer l'équilibre européen.

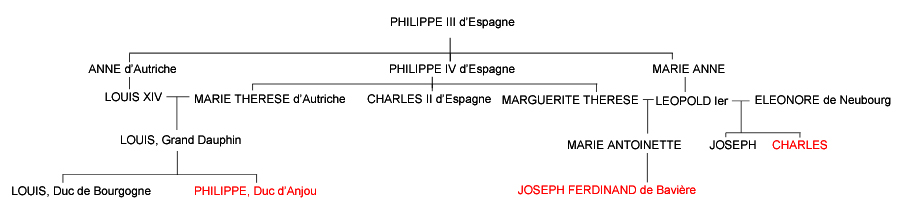
Les prétendants au trône d'Espagne.

- l'Autriche défend les droits de succession de l'archiduc Charles afin de récupérer l'héritage des Habsbourg. En effet, l'empereur Léopold Ier est fils d'une princesse espagnole, Marie-Anne d'Autriche, sœur de Philippe IV et tante de Charles II, et époux de Marguerite-Thérèse d'Autriche, sœur de Charles II. D'un second mariage avec une princesse allemande, Eléonore de Neubourg, Léopold a deux fils, dont le cadet est Charles ;
- mais Louis XIV manœuvre habilement pour empêcher la reconstitution de l'empire de Charles Quint et pour convertir l'Espagne en un territoire satellite, soutenant la candidature de son petit-fils, Philippe, duc d'Anjou. En effet, Louis XIV est fils d'une princesse espagnole, Anne d'Autriche, sœur du roi Philippe IV et tante de Charles II. De plus il a épousé une princesse espagnole, sa cousine, Marie-Thérèse d'Autriche, fille du premier mariage de Philippe IV et sœur de Charles II. Ces deux infantes, respectivement sœurs des impératrices Marie-Anne et Marguerite Thérèse, sont par ailleurs leurs aînées.

Charles II, prévoyant l'inquiétude que susciterait un accroissement de la puissance française, envisage une solution qui ne favorise ni la France ni l'Autriche et désigne un héritier plus jeune à sa succession : le duc Joseph-Ferdinand de Bavière, fils de l'électeur de Bavière et dernier petit-fils de Marguerite-Thérèse d'Autriche, sœur de Charles II. Né en 1692, il est désigné comme héritier et élevé au rang de prince des Asturies. Entre-temps, les grandes puissances européennes entrent en négociation, et concluent en 1698 à un démembrement des États espagnols : l'archiduc Charles de Habsbourg recevrait le Milanais, le Grand Dauphin recevrait Naples, la Sicile, la Toscane et la Sardaigne, tandis que Joseph-Ferdinand de Bavière hériterait de l'Espagne, des Pays-Bas espagnols et de l'empire colonial.
La mort prématurée de Joseph-Ferdinand de Bavière, à l'âge de sept ans en 1699, bouleverse les projets de Charles II et des autres puissances européennes. Les grandes puissances s'accordent sur de nouveaux partages : finalement, en 1699, de nouvelles négociations concluent à un démembrement : l'archiduc Charles recevrait l'Espagne, les Pays-Bas espagnols et les colonies, le duc de Lorraine recevrait le Milanais, le Grand Dauphin aurait Naples, la Sicile, la Toscane, le Guipuscoa et la Lorraine. Face aux menaces de démembrement, Charles II choisit comme héritier Philippe, duc d'Anjou, deuxième petit-fils de Louis XIV. En effet, par la paix de Ryswick de 1697, Louis XIV a fait des concessions à l'Espagne. De plus, Charles II se refuse au partage de ses États entre les couronnes française et autrichienne. Préférant qu'un seul héritier conserve l'ensemble des territoires espagnols, il juge Louis XIV le plus capable de défendre les États de son petit-fils.

### La mort deCharlesII
À partir de 1696, les crises d'épilepsie de Charles II se multiplient. Il en fait six par jour, dont au moins une très forte — dans les deux derniers mois, il a en moyenne vingt-cinq crises dont trois se révèlent très graves. L'année suivante, l'état du roi se complique : il est atteint d'hallucinations, qui lui font voir des créatures démoniaques. En 1698, il a de très fortes migraines et commence à délirer. Sous le coup d'une de ses hallucinations, il tue un courtisan, le prenant pour un loup. En 1699, Charles ne sort presque plus, ses migraines sont quasi permanentes et il saigne très régulièrement du nez. Enfin en 1700, le roi a de plus en plus de mal à se tenir debout et à parler. Finalement, le 1er novembre 1700 à 11 h 15 du matin, Charles II meurt, cinq jours avant son 39e anniversaire, à la fin d'une agonie entrecoupée de délires.
Le testament de Charles II est connu à Madrid le 2 novembre 1700, puis parvient à Fontainebleau le 9 novembre. Il inquiète les Anglais, mécontente les Autrichiens et embarrasse Louis XIV. Le 16 novembre, Louis XIV accepte le testament de Charles II et fait de son petit-fils, Philippe, duc d'Anjou, le futur roi d'Espagne Philippe V. Le marquis de Torcy, ministre des Affaires étrangères, annonce que les monarchies de France et d'Espagne demeureraient distinctes, mais le 1er février 1701, le Parlement de Paris conserve les droits à la couronne de France de Philippe V. L'empereur Léopold Ier conteste immédiatement les droits de Philippe V à la succession et refuse de reconnaître la validité du testament de Charles II.

## Titulature
- 6 novembre 1661 – 17 septembre 1665 : Son Altesse Royale l'infant Charles ;
- 17 septembre 1665 – 1er novembre 1700 : Sa Majesté Catholique le roi Charles II.

## Personnalité deCharlesII

### Conditions physique et mentale

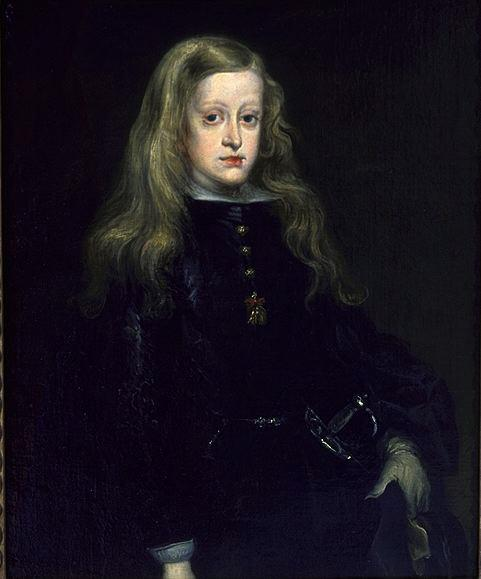
Charles à dix ans, par Juan Carreño de Miranda.

Les mariages consanguins successifs de la famille sont souvent suspectés d'être la cause de l'état de Charles, qui naît maladif, rachitique et présente des défaillances mentales. Le taux de consanguinité de son père Philippe IV était de 0,113 (ses parents étaient cousins et petit-cousin/grand-cousine), celui de sa mère Marie-Anne d'Autriche de 0,157 (ses parents étaient cousins). Celui de Charles II atteint 0,254, un taux rarissime, car il est le fruit d'un des trois mariages oncle-nièce de son ascendance (14 trajets de descendance à partir de Philippe le Beau et Jeanne la Folle).
Son surnom d'El Hechizado (« l'Ensorcelé ») reflète la croyance populaire de l'époque selon laquelle ses troubles physiques et mentaux étaient causés par de la sorcellerie ou par une possession démoniaque.
Charles II est sujet à des crises d'épilepsie de type grand mal. Il est également atteint de prognathisme et la disproportion de sa langue a pour conséquence sa production importante de salive ainsi qu'une diction approximative.
Il est d'une complexion si faible qu'il ne peut parler avant l'âge de quatre ans et marcher avant l'âge de huit ans. Les témoignages décrivent un enfant charmant par ses beaux cheveux blonds, mélancolique à cause de son attitude triste, mais idiot à cause de sa très faible compréhension. À dix ans, il ne sait pas lire.
Sa puberté n'ayant pas eu lieu à cause du syndrome de Klinefelter, son corps ne présente aucune pilosité, et il est impuissant.
Il souffre d'hérédosyphilis, terme historique utilisé pour désigner la syphilis congénitale, qu'on pensait alors héréditaire, en réalité transmise intra-utérine. Ainsi, il rencontre de graves problèmes neurologiques en plus de l'épilepsie.
Dans ses dernières années, il tient très difficilement debout et souffre d'importantes hallucinations. Ses crises d'épilepsie s'accentuent également. Charles II endure les plus pénibles troubles dans les dernières années de sa vie (hallucinations, perte de conscience, crises d'épilepsie fréquentes, saignements nasaux). Il meurt dans de grandes souffrances, avec des migraines quasi-permanentes, particulièrement douloureuses. Sans descendance, sa mort représente l'extinction de la branche espagnole de la maison de Habsbourg.

### Personnalité
Il parle le castillan avec difficulté et essaye plutôt de s'exprimer en français. Il dispose de quelques notions d'allemand. Aucune page écrite de sa main n'existe car il n'a jamais su écrire. Par ailleurs, les chercheurs[Lesquels ?] estiment qu'il présentait des troubles importants de la concentration[réf. nécessaire]. Charles II n'a, au cours de sa vie, pas de notion de temps ou d'espace[réf. nécessaire]. Cette compréhension limitée porte également sur des domaines importants de politique publique tels que les finances et la gestion de l'ensemble de ses possessions territoriales.
C'est en compagnie de sa seconde femme Marie-Anne de Neubourg qu'il présentera de graves crises d'épilepsie avant les complications de ses derniers mois.

## Dans les arts et la culture populaire

### Postérité

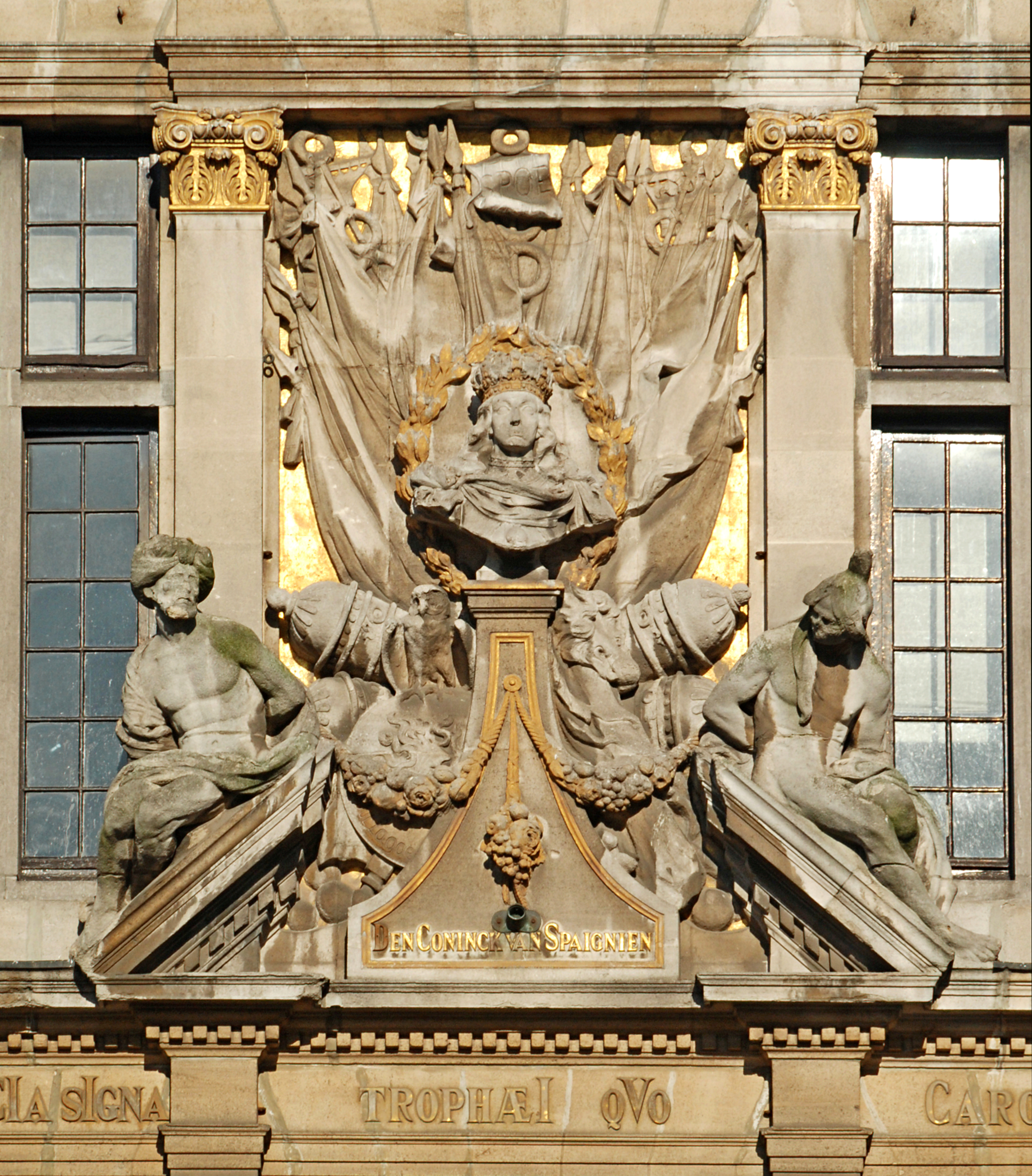
Triomphe de Charles II
sur la Maison du Roi d'Espagne
(Grand-Place de Bruxelles).

La ville de Charleroi — « Charles roi » — en Belgique a pris ce nom en 1666 en l'honneur de Charles II, qui possédait la ville. La place principale et centrale de la ville s'appelait d'ailleurs la place Charles II de 1912 à 2023.
Juan Carreño de Miranda a peint un portrait du roi.

### Cinéma
- 1971 : La Folie des grandeurs du réalisateur Gérard Oury, joué par Alberto de Mendoza.

- 2021 : La Guerre des trônes, la véritable histoire de l'Europe, épisode Louis XIV, échec au roi ? (1689-1701), joué par Fabien Floris.